# A-3 (航空機)
A3D / A-3 スカイウォーリアー
飛行するKA-3B 142664号機
(1967年撮影)
- 用途：攻撃機、電子戦機、空中給油機
- 分類：艦上攻撃機
- 設計者：エドワード・ヘンリー・ハイネマン
- 製造者：ダグラス・エアクラフト社
- 運用者： アメリカ合衆国（アメリカ海軍)
- 初飛行：1952年10月28日[1]
- 生産数：282機
- 生産開始：1956年
- 運用開始：1956年
- 退役：1991年9月27日
- 運用状況：退役
- 派生型：B-66 デストロイヤー

A-3 スカイウォーリアー（Douglas A-3 Skywarrior ）は、アメリカ合衆国のダグラス社が開発し、アメリカ海軍で運用された艦上攻撃機。核攻撃を目的とした大型艦上攻撃機として開発され、のちには電子戦機や空中給油機としても用いられた。
愛称の「スカイウォーリアー　(Skywarrior)」は、空の戦士の意。1962年の命名規則改定によって、A3DからA-3に改称された。

## 概要
第二次世界大戦終了後、アメリカ海軍は核爆弾を搭載できる大型艦上攻撃機を求めていた。1940年代後半の核爆弾は技術的限界から大型のものしか製造できなかったため、核兵器運搬手段は大型機に限られ、核攻撃能力を保持していたのは大型の戦略爆撃機を保有するアメリカ空軍のみであった。
海軍はそれに対抗し、1946年から大型艦上核攻撃機として、AJサヴェージの開発を開始させていたが、引き続き新型の大型艦上攻撃機の開発を行うこととなった。海軍ではこの他にも対潜哨戒機P-2Vを改造した艦上核爆撃型のP2V-3Cや、核兵器を搭載可能な飛行艇であるP6Mなど、多彩な核爆撃機を開発していた。

## 開発
1947年、アメリカ海軍は4社に「航空母艦より運用可能な、核爆弾の搭載を前提とした4.5tの爆弾搭載能力を持ち、3,700kmの戦闘行動半径を持つ艦上攻撃機」についての仕様要求を出した。これには、ノースアメリカン社のXA2J スーパーサヴェージとダグラス社のXA3D スカイウォーリアーの二案が選定され、ダグラス社の案は1949年3月には正式な開発契約が締結され開発計画が開始された。
AJ改めA-2 サヴェージの拡大発展型でありターボプロップエンジン＋補助ターボジェットエンジン混載型のノースアメリカン社案XA2Jが主にエンジンの不調から開発が難航したのに比べ、後退翼に2基のターボジェットエンジンを搭載したダグラス社案の試作機は1952年10月28日に初飛行し高い性能を示し、採用が決定しYA3D-1と命名された。

## 配備
先行量産型YA3D-1に引き続いて生産された本格量産型A3D-1は1956年から海軍第1重攻撃飛行隊(VAH-1)を皮切りに部隊配備が開始された。運用できる航空母艦はSCB-27C改装（蒸気カタパルト装備）とSCB-125A（アングルド・デッキ装備）を行い攻撃型空母に分類されたままのエセックス級以降である。
1961年には、後継機のA3Jヴィジランティ（後のA-5）の就役により生産を終了し、また核攻撃任務からは外され、その後は大きな搭載能力を生かして電子戦機や写真偵察機、空中給油機に改装されている。
1962年にはアメリカ軍の名称整理により命名規則が変更されたため、A-3の呼称に変更されている。ちなみにこの命名規則の改正は、本機とA3Jの型番が紛らわしく、混乱を生じたのが理由のひとつであると言われる。
各種派生型に改造されたA-3は長期に渡って使用され、最終機の退役は1991年10月1日のことである。なお、アメリカ空軍においても改修型がB-66デストロイヤーとして用いられた。

## 機体

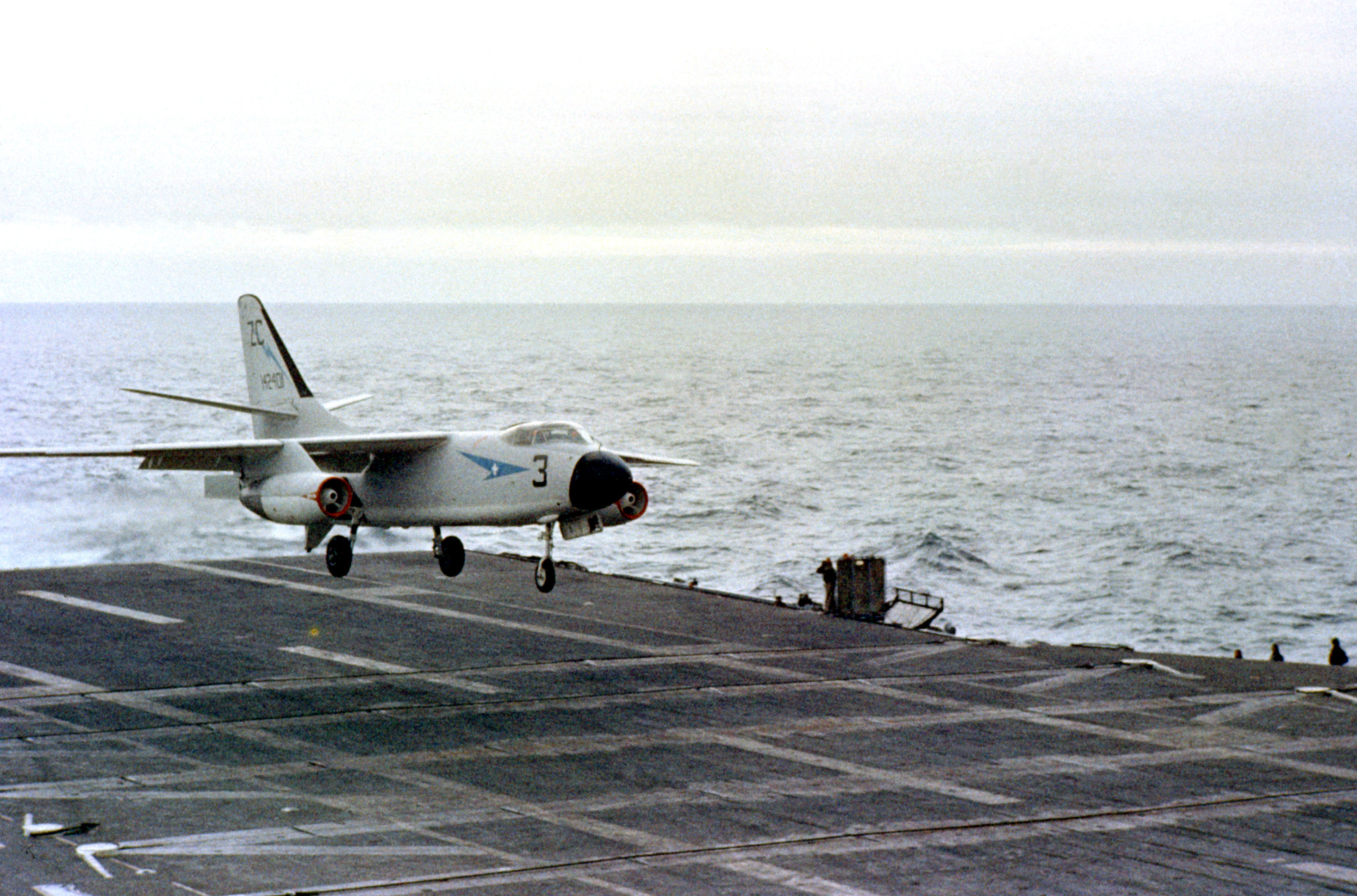
空母「レンジャー」に着艦するA3D-2（A-3B）1958年の撮影

A-3は艦上機であるが、全長23mにも達する、開発当時としては屈指の大型艦上機である。主翼は高翼配置の後退翼で、翼下のパイロンにターボジェットエンジンを片側一基ずつ搭載している。
武装は胴体内の爆弾倉に搭載する構造であり、中期生産型までは尾部に自衛用のリモコン式連装20mm機関砲を搭載していた。機銃は後の改装により電子妨害ポッドに置換されている。
また、胴体後部にはエアブレーキを装備している。
電子戦機型では、爆弾倉を与圧キャビンに改修しそこに操作員を収容したほか、アンテナが増備されている。
なお、射出座席は搭載されておらず、緊急時には前輪後部の腹部ハッチか、キャノピーからの自力の脱出が必要となる。
ベトナム戦争においては、機雷投下任務にも使用された。

## 諸元
A-3B (A3D-2)
- 全長：23.27m
- 全幅：22.10m
- 全高：6.95m
- エンジン：P&W J-57-P-10 ターボジェットエンジン（推力：4.7t）2基
- 最大速度：982km/h=M0.80
- 乗員：3名
- 武装：爆弾など最大5.4t　20mm連装機関砲（初期のみ）

## 各型
XA3D-1
試作機。ウェスティングハウスJ40エンジン装備。2機製造。
YA-3A
旧呼称YA3D-1。先行量産型。P&W J57-P-6エンジン装備。XA3D-1よりの改修型も含め12機製造。
YRA-3A
旧呼称YA3D-1P。写真偵察型の試作機。YA-3Aから1機改修。
YEA-3A
旧呼称YA3D-1Q。電子戦（電波妨害）型の試作機。YA-3Aから1機改修。
EA-3A
旧呼称A3D-1Q。電子戦（電波妨害）型。YA-3Aから4機改修。
A-3A
旧呼称A3D-1。初期生産型。38機製造。
TA-3A
旧呼称A3D-1T。訓練機。
A-3B
旧呼称A3D-2。エンジンをJ57-P-10に換装。164機製造。
KA-3B
空中給油機型。A-3Bより83機が改修、EKA-3Bより11機が再改修。
NA-3B
各種試験用。A-3Bより2機改修。
EKA-3B
電子戦・空中給油兼用型。A-3Bより8機、KA-3Bより34機（31機の資料もあり）が改修。
YRA-3B
旧呼称YA3D-2P。A-3Bの写真偵察型の試作機。
RA-3B
旧呼称A3D-2P。写真偵察型。29機生産。
ERA-3B
電子戦型。RA-3Bより8機改修
NRA-3B
各種試験用。RA-3Bより6機改修。
EA-3B
旧呼称A3D-2Q。電子戦（ELINT）型。爆弾倉を与圧キャビンに改修し操作員を収容。25機製造。
VA-3B
VIP輸送用。爆弾倉に与圧式旅客キャビンを設置。EA-3Bより1機改修。
TA-3B
旧呼称A3D-2T。訓練機型。12機製造。
NTA-3B
TA-3Bを改修した各種試験用機。1機改修
UA-3B
TA-3Bを改修した汎用輸送機型。7機改修。

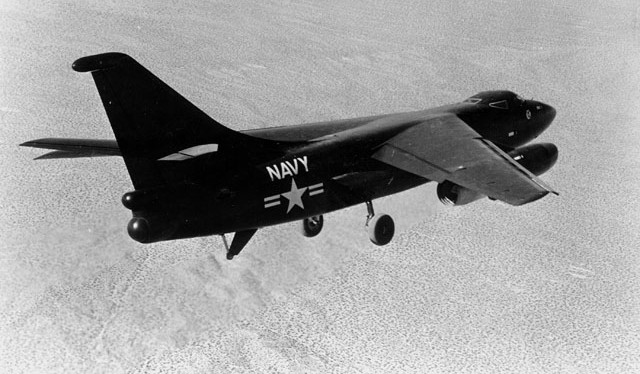
XA3D-1
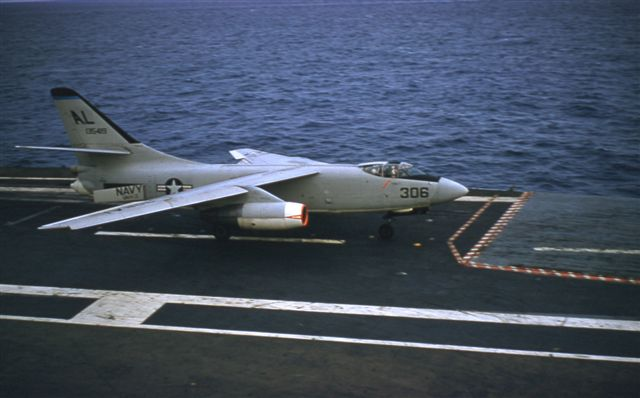
A-3A
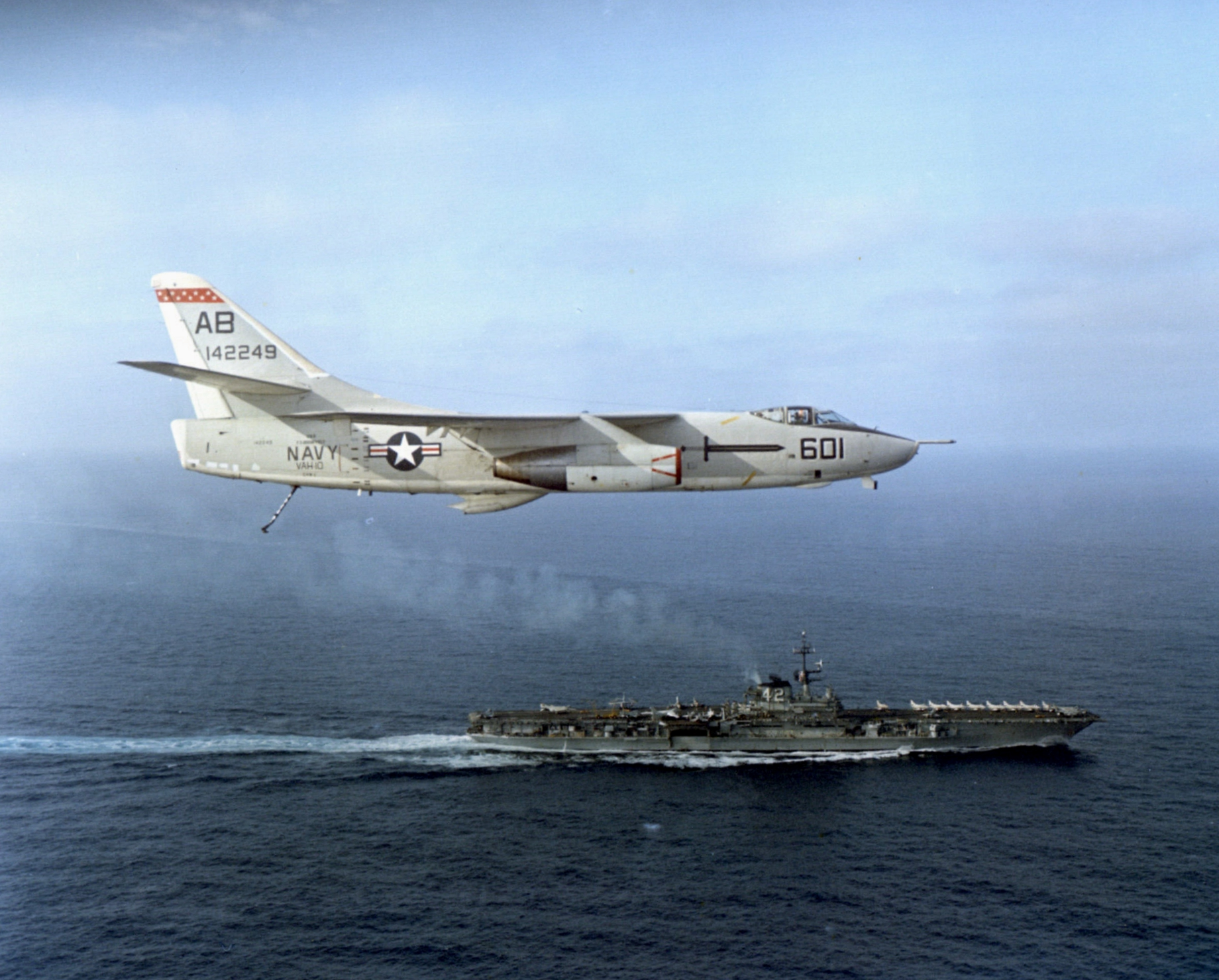
KA-3B
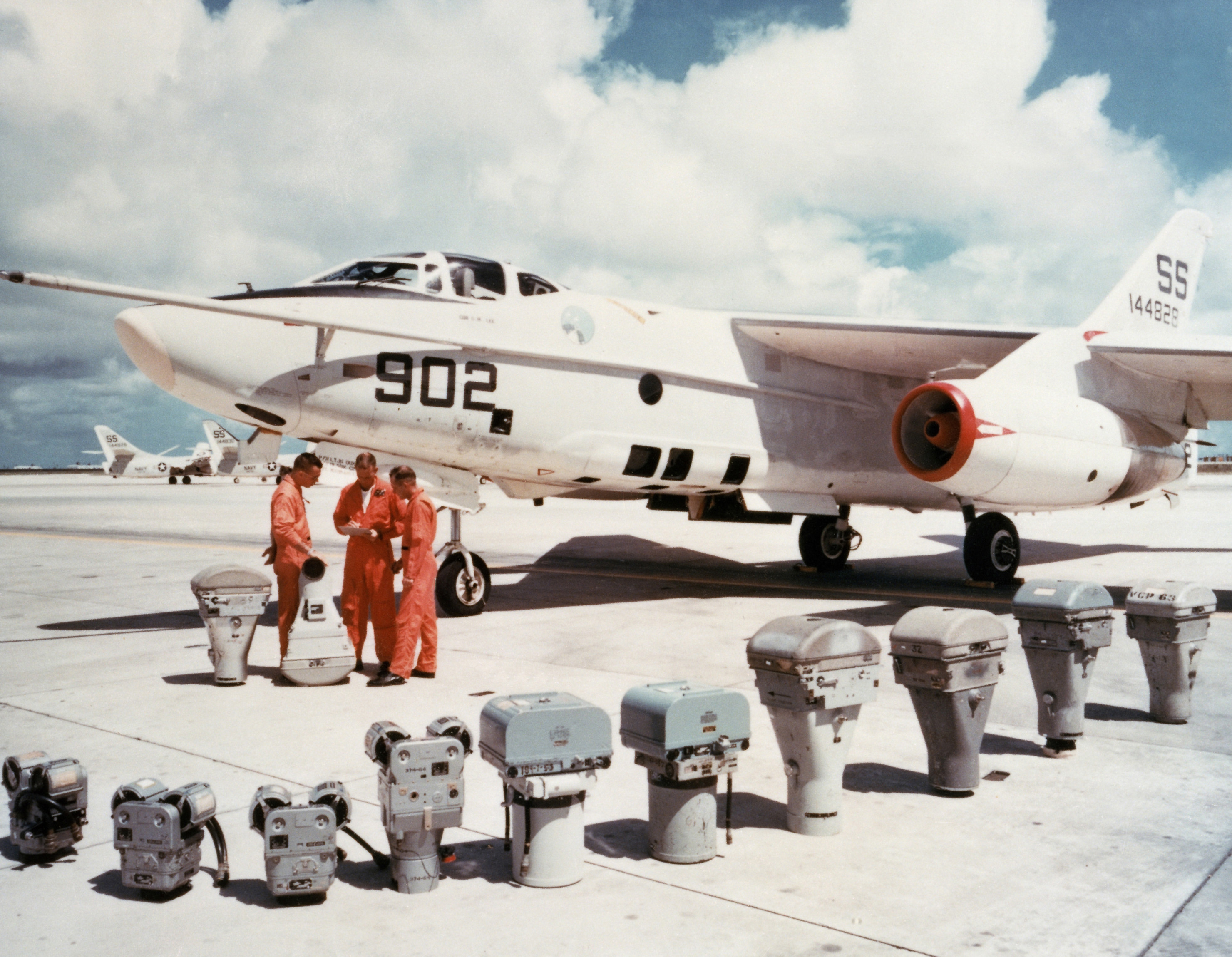
RA-3B　搭載している航空カメラが並べられている
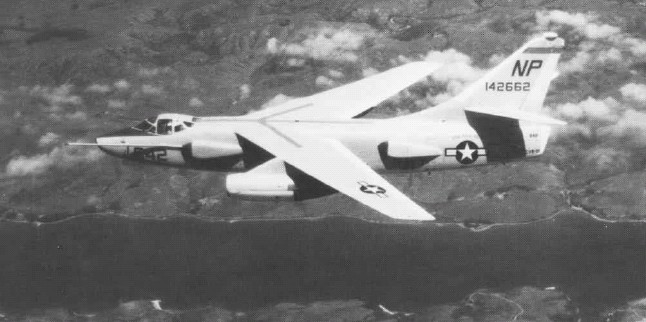
EKA-3B
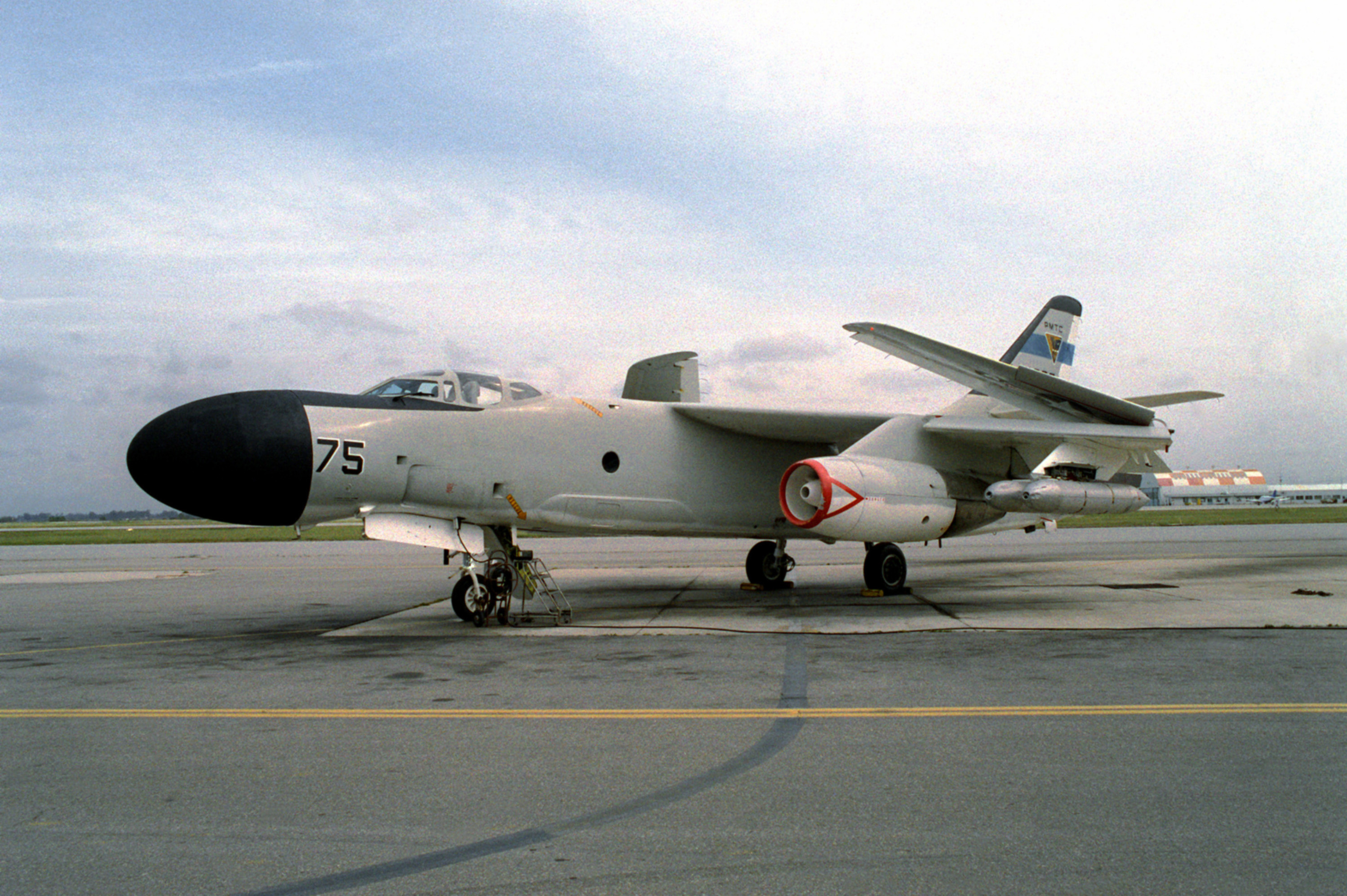
NRA-3B
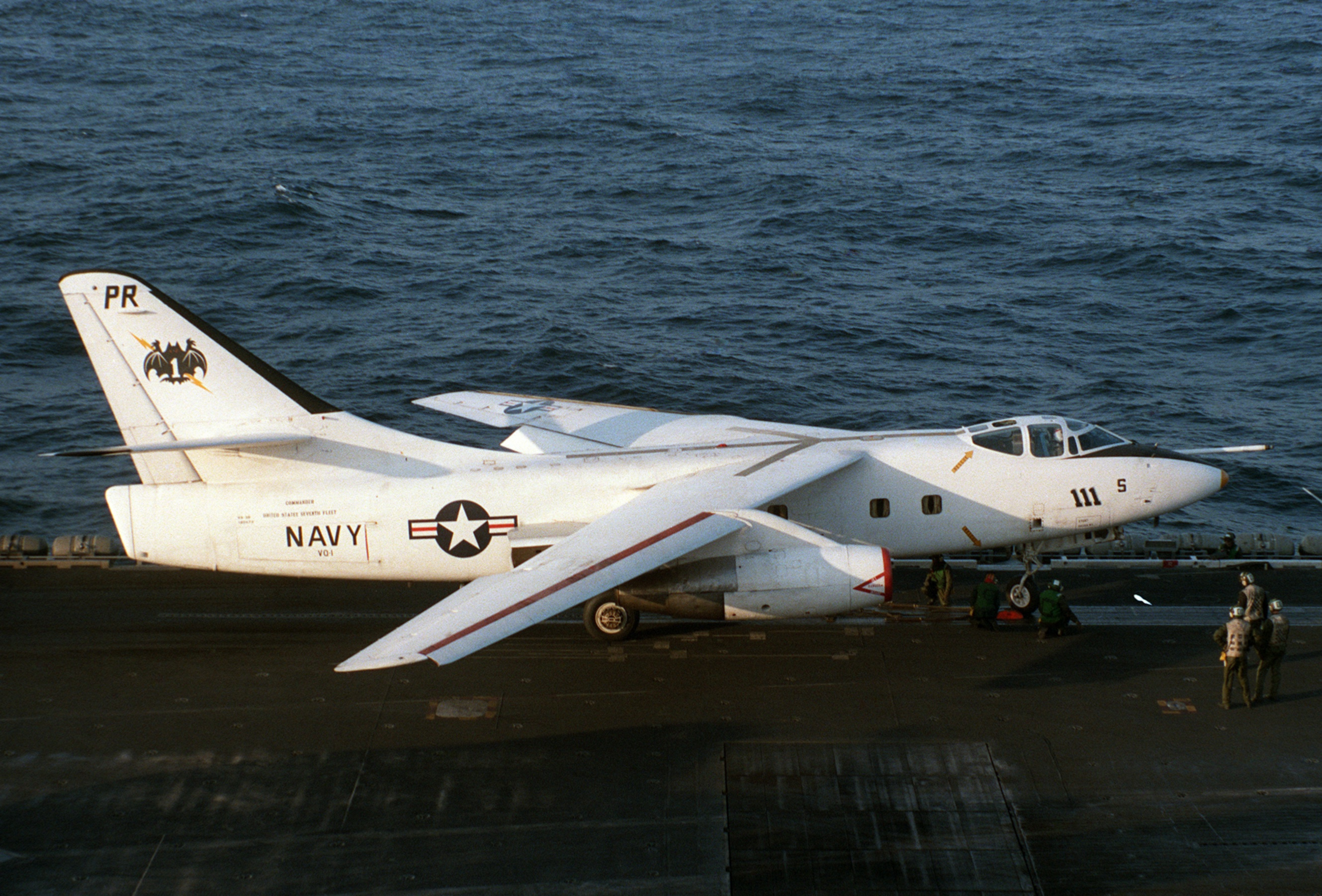
VA-3B
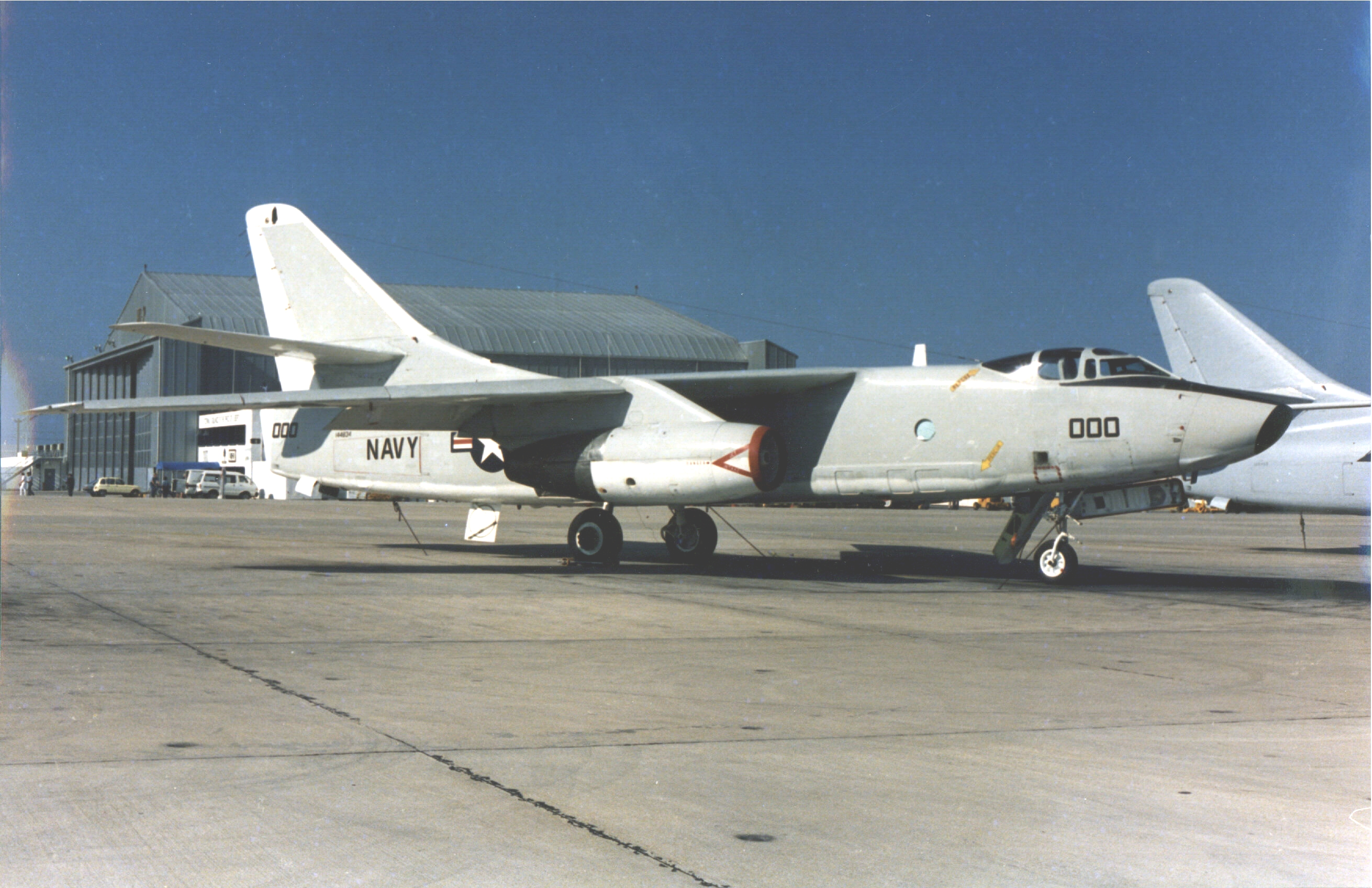
UA-3B

B-66 デストロイヤー
アメリカ空軍型。

## 現存する機体
- 番号欄の番号は、上が機体番号(BuNo.)で下が製造番号である。
- リストの他にも、デイヴィスモンサン空軍基地のAMARC(航空宇宙再生整備センター)に保存されている機体もある[2]。
- A-3の情報を扱う団体のサイトを出典とした。

| 型名                | 番号         | 機体写真 | 所在地                      | 所有者                                                                               | 公開状況 | 状態     | 備考                   |
| ------------------- | ------------ | -------- | --------------------------- | ------------------------------------------------------------------------------------ | -------- | -------- | ---------------------- |
| XA3D-1              | 125413 7589  | 写真     | アメリカ ニューヨーク州     | フルトン郡空港                                                                       | 公開     | 静態展示 |                        |
| A3D-1Q YEA-3A       | 130361 9262  |          | アメリカ アリゾナ州         | ピマ航空宇宙博物館                                                                   | 公開     | 静態展示 |                        |
| A3D-1 NA-3A         | 135418 10311 |          | アメリカ フロリダ州         | 国立海軍航空博物館                                                                   | 公開     | 静態展示 |                        |
| A3D-1 A-3A          | 135434 10327 | 写真     | アメリカ カリフォルニア州   | 空軍飛行試験博物館                                                                   | 公開     | 静態展示 |                        |
| A3D-2 KA-3B         | 138944 10805 |          | アメリカ テキサス州         | 空母レキシントン博物館                                                               | 公開     | 静態展示 |                        |
| A3D-2 KA-3B         | 138965 10826 |          | アメリカ カリフォルニア州   | ヤンクス航空博物館                                                                   | 公開     | 保管中   |                        |
| A3D-2 A-3B          | 142246 11572 |          | アメリカ コネティカット州   | ニューイングランド航空博物館                                                         | 公開     | 静態展示 |                        |
| A3D-2 EKA-3B        | 142251 11577 |          | アメリカ カリフォルニア州   | 空母ミッドウェイ博物館                                                               | 公開     | 静態展示 |                        |
| A3D-5 NA-3B         | 142630 11693 | 写真     | アメリカ アリゾナ州         | デイヴィス・モンサン空軍基地 セレブリティ・ロウ保管所                                | 公開     | 静態展示 |                        |
| A3D-2P NRA-3B       | 144825 12071 |          | アメリカ ワシントン州       | A-3スカイウォーリアー・ウィビー記念財団 (A-3 Skywarrior Whidbey Memorial Foundation) | 公開     | 飛行可能 |                        |
| A3D-2P              | 144832 12078 |          | アメリカ ケンタッキー州     | ケンタッキー航空博物館                                                               | 公開     | 修復中   |                        |
| A3D-2P RA-3B        | 144840 12086 |          | アメリカ カリフォルニア州   | エストレラ・ウォーバード博物館                                                       | 公開     | 静態展示 | 機首のみ現存している。 |
| A3D-2P ERA-3B       | 144843 12089 |          | アメリカ カリフォルニア州   | キャッスル航空博物館                                                                 | 公開     | 静態展示 |                        |
| A3D-2T EA-3B NEA-3B | 144865 12111 | 写真     | アメリカ フロリダ州         | 国立海軍航空博物館                                                                   | 公開     | 静態展示 |                        |
| A3D-2T NTA-3B       | 144867 12113 |          | アメリカ ハワイ州           | 真珠湾太平洋航空博物館                                                               | 公開     | 静態展示 |                        |
| A3D-2Q EA-3B        | 146448 12400 |          | アメリカ メリーランド州     | アメリカ国立暗号博物館                                                               | 不明     | 静態展示 |                        |
| A3D-2Q EA-3B        | 146453 12405 |          | アメリカ テキサス州         | ヴィンテージ飛行博物館                                                               | 公開     | 修復中   |                        |
| A3D-2Q EA-3B        | 146457 12409 |          | アメリカ サウスカロライナ州 | ペイトリオッツ・ポイント海軍海事博物館                                               | 公開     | 静態展示 |                        |
| A3D-2 KA-3B         | 147648 12412 |          | アメリカ フロリダ州         | キーウェスト海軍航空基地                                                             | 公開     | 静態展示 |                        |
| A3D-2 KA-3B         | 147657 12421 | 写真     | アメリカ オレゴン州         | エア・ズー航空歴史博物館                                                             | 公開     | 修復中   |                        |
| A3D-2 KA-3B         | 147666 12430 |          | アメリカ カリフォルニア州   | オークランド航空博物館                                                               | 公開     | 静態展示 |                        |